# Ptisana
Ptisana är ett släkte av kärlväxter. Ptisana ingår i familjen Marattiaceae.

## Dottertaxa tillPtisana, i alfabetisk ordning[1]
- Ptisana andaiensis
- Ptisana attenuata
- Ptisana boivinii
- Ptisana boninensis
- Ptisana brassii
- Ptisana caudata
- Ptisana costulisora
- Ptisana fraxinea
- Ptisana grandifolia
- Ptisana howeana
- Ptisana kingii
- Ptisana koordersii
- Ptisana melanesica
- Ptisana mertensiana
- Ptisana microcarpa
- Ptisana novoguineensis
- Ptisana obesa
- Ptisana odontosora
- Ptisana oreades
- Ptisana paleolata
- Ptisana papuana
- Ptisana pellucida
- Ptisana platybasis
- Ptisana purpurascens
- Ptisana rigida
- Ptisana rolandi-principis
- Ptisana salicina
- Ptisana sambucina
- Ptisana smithii
- Ptisana squamosa
- Ptisana sylvatica
- Ptisana ternatea
- Ptisana werneri